# تسارع صحيح
في نظرية النسبية، التسارع الصحيح هو تسارع فيزيائي (أي أنه تسارع مقاس كما في مقاييس التسارع) مبذول بواسطة جسم. يكون التسارع معاكسا لنظام إحداثيات التسارع، الذي يعتمد على خيار أنظمة الاحداثيات وبالتالي على خيار المشاهدين.
بالنسبة للحركة أحادية الاتجاه، يكون التسارع الصحيح عبارة عن معدل التغير في السرعة المتجهة الصحيحة نسبة إلى الأحداثي الزمني. في صاروخ متسارع بعد الانطلاق، وحتى في حال صاروخ واقف على المسند، يكون التسارع الصحيح هو التسارع الملموس ممن يعيشونه، والذي يوصف بأنه قوة-g. التسارع الصحيح ثلاثي المتجه، مختلط مع مركبة زمن صفري، ينتج رباعي التسارع للجسم (كماهو مقاس بواسطة الجسم نفسه) والذي يصنع قيمة التسارع الصحيح لامتغير لورنتز لذا يصبح في المتناول: (أ) مع أنظمة إحداثيات متسارعة، (ب) عند سرعات نسبية، و (ج) في زمكان منحني.
ينخفض التسارع الصحيح إلى تسارع إحداثي في نظام إحداثي عطالة وذلك في زمكان مسطح (أي في غياب الجاذبية), بشرط أن قيمة السرعة الصحيحة للجسم (كمية التحرك لوحدة الكتل) هي أقل بكثير من سرعة الضوء c.

## أمثلة
مثال على ذلك، عند التشبث بحبل (أو عقدة) في أرجوحة دوارة (كاروسل carousel) تدور بسرعة زاوية ثابتة فسوف تتعرض لتسارع صحيح مركزي (جاذب شعاعيا نحو المركز) نتيجة لتأثير المتبادل بين يدك والعقدة (الجسم الذي تتشبث به). هذا بدوره يلغي تأثير التساع الطارد (شعاعيا خارج المركز) المصحوب بدوران إطارك المغزلي. هذا التسارع الطارد (من منظور الإطار المغزلي) سوف يصبح تسارع الإحداثي عندما تتحرر، مما يجعلك تطير على طول مسار تسارع صحيح صفري (جيوديزي). في إطار المشاهدين الغير خاضعين للتسارع، بالطبع، يلاحظون ببساطة أن تسارعيك الصحيح والإحداث المتكافئين يتلاشيان عندما تتحرر.
| رسم حركي: فقدان الإمساك بالعقدة. |
| --- |
| ينظرون لمن في الأرجوحة الدوارة كإطار مغزلي). من منظور الإطار المغزلي (أي أنك والأشخاص المتواجدين في الأرجوحة تجدون الأرض ومن فيها كإطار دوار), بدلا عن ذلك يكون الخطر هو مع ذلك التسارع الهندسي. ملاحظة: بعض المتصفحات تسمح لك تجميدالحركة عند ضغط مفتاح الهروب، [Esc].لكنك ستحتاج لتحديث (إعادة تحميل) الصفحة لرؤية هذه الحركة ثانية. |
بشكل مماثل، الوقوف على كوكب غير دوار (وعلى الأرض لأغراض تطبيقية) يعرضنا لتسارع صحيح نحو الأعلى نظرا للقوة العمودية المبذولة تأثير الأرض على أسفل أقدامنا. هذا يلغي تأثير التسارع نحو الأسفل (التسارع الهندسي) بسبب اختيارنا لنظام الإحداثيات (ما يسمى إطار القشرة). يصبح التسارع نحو الأسفل يصبح إحداثيا إذا ترجلنا من منحدر إلى مسار انطلاق تسارع صحيح (جيوديزي أو إطار المطر).
| رسم حركي: كرة متدحرجة من على منحدر |
| --- |
| ملاحظة: منظور إطار المطر هو أكثر شبها بالبهلوان النطاط الذي ينقذف في مسار شبيه بوصول الكرة للمنحدر من ذلك التشبيه بقطرات المطر. إطار القشرة قد يكون مألوفا لقاطني الكوكب بسبب انحناء الزمان والمكان. لاعجب أن بيئة الثقالة الصغرية قد تكون مخيفة لهم في بادئ الأمر. |
لاحظ أن التسارعات الهندسية مصطلح (نتيجة الربط في نظام الإحداثيات مشتق منوع في الأسفل) يؤثر في كل جزء فينا, بينما التسارعات الصحيحة يكون سببها قوة خارجية غالباً. تتعامل الفيزياء التمهيدية مع تسارع الثقالة على أنه نحو الأسفل (هندسي) وكأنه ناجم عن قوة متناسبة مع الكتلة. يسمح هذا (مع الاجتهاد في تحاشي الأطر غير المتسارعة) بمعاملة كلا من التسارع الصحيح والإحداثي على أنهما نفس الشيء.
حتى بعد ذلك لو بقى الجسم في تسارع صحيح ثابت من السكون خلال فترة زمنية على زمكان مسطح، فإن المراقبين في الإطار الساكن يلاحظون انخفاض تسارع إحداثي الجسم عندما تقترب سرعة إحداثيه من سرعة الضوء. يبقى المعدل الذي تتزايد فيه سرعة الجسم الصحيحة ثابت مع ذلك.
| رسم حركي: رحلة عالية السرعة للأعلى ثم الأسفل |
| --- |
| هنا يتسارع كائننا بداية للأعلى لفترة مقدارها 2*c/α ، على ساعة المسافر حيث c هي سرعة الضوء وα هو قيمة التسارع الصحيح (أحمر). تستغرق الرجل الأولى سنتين إذا كانت قيمة التسارع حوالي 1-g (واحد ثقالة أرضية). بعد ذلك يتسارع نحو الأسفل متباطئاً في البداية ثم يتسارع) لضعفي الوقت، متبوعاً بـ 2*c/α تبطؤ نحو الأعلى للعودة للارتفاع الأصلي. لاحظ أن التسارع الاحداثي (أخضر) يكون ملحوظاً فقط أثناء قطاعات السرعة المنخفضة لهذه الرحلة. |
على هذا يسمح التمييز بين التسارع الصحيح والتسارع الاحداثي للمرء بمتابعة تجربة المسافرين المتسارعين من مشاهد متنوعة لانيوتنية. تتضمن هذه المشاهد هؤلاء الخاضعين لأنظمة إحداثي متسارع (كما في الأرجوحة الدوارة), عند سرعات عالية (حيث يختلف الوقت الصحيح عن وقت الإحداثي), وللزمكان المنحني (كتلك المصحوبة بالثقالة على الأرض).

## تطبيقات كلاسيكية
عند السرعات المنخفضة في أنظمة الاحداثيات العطالية للفيزياء النيوتنية، يكون التسارع الصحيح مساويا لتسارع الاحداثي ببساطة a=d2x/dt2. ولكن، كما تم راجعنا سابقا، يختلف عن التسارع الاحداثي عندما يختار المرء (ضد نصيحة نيوتن) أن يصف العالم من منظور نظام احداثي معجل كعربة محرك تتسارع من السكون، أو حجر تم غزله في مصيادة الحجارة. إن اختار المرء أن يلاحظ أن الثقالة تنجم عن انحناء الزمكان (انظر الأسفل)، سيختلف التسارع الصحيح أيضا عن التسارع الحداثي في حقل ثقالي.
على سبيل المثال، في جسم خاضع لتسارع صحيح ao سينظر إليه من قبل مشاهدي نظام الاحداثي على أنه يخضع لتسارع منتظم aframe ليصبح تسارعه الاحداثي:
{\displaystyle {\vec {a}}_{acc}={\vec {a}}_{o}-{\vec {a}}_{frame}}.
وعليه إذا كان الجسم متسارعا مع الإطار، فإن المراقبين الثابتين على الإطار سوف لايلحظون أي تعجيل.
| رسم حركي: القيادة من بلوك إلى بلوك |
| --- |
| في هذا المثال تتسارع السيارة بعد إشارة الوقوف حتى منتصف الطريق فوق البلوك، عند النقطة التي يتخلى فيها السائق عن المسرع ويقبض على المكابح فوراً للاستعداد للوقفة التالية. |
بالمثل، في جسم يخضع لتسارع صحيح أو فيزيائي ao سيلتفت إليه المراقبون في إطار دوراني بسرعة زاوية ω على أن له تسارع إحداثي:
{\displaystyle {\vec {a}}_{rot}={\vec {a}}_{o}-{\vec {\omega }}\times ({\vec {\omega }}\times {\vec {r}})-2{\vec {\omega }}\times {\vec {v}}_{rot}-{\frac {d{\vec {\omega }}}{dt}}\times {\vec {r}}}.
في المعادلة السابقة، هناك ثلاثة حدود تسارع هندسي علي الجانب الأيمن.الحد الأول «تسارع طرد مركزي» يعتمد فقط على النقطة الشعاعية r وليس سرعة جسمنا، الحد الثاني «تسارع كوريوليس» يعتمد فقط على سرعة الجسم في الإطار الدوراني vrot لكن ليس الموضع، والحد الثالث «تسارع أويلر» يعتمد فقط على الموضع ومعدل التغير في سرعة الإطار الزاوية.
| مثال نيوتني: مصيادة أحجار ثابتة السرعة |
| --- |
| تتضمن القوى على الحجر القوة الجاذبة المركزية للداخل (أحمر) مشاهدة في كلا الإطارين، بالإضافة للقوة الهندسية (إزرق) المشاهدة في الإطار المغزلي. قبل أن يتحرر الحجر، تكون القوة الهندسية الزرقاء طاردة مركزية تماما (تشير شعاعيا للخارج), بينما بعد التحرر تكون القوة الهندسية حاصل جمع المركبتين: الطاردة المركزية والكوريوليس. لاحظ أنه بعد التحرر في الإطار المغزلي تكون المركبة الطاردة المركزية (أزرق باهت) شعاعية دائما، بينما مركبة الكوريوليس (أخضر) تكون دائما عمودية على متجه سرعة الإطار المغزلي. كما أن ما يرى على كلا الإطارين هو القوة على نقطة تثبيت الخيط (أحمر أرجواني) الناشئة عن قانون الفعل ورد الفعل (قانون نيوتن الثالث) لقوة الجذب المركزي للحجر. قبل أنطلاق القذيفة بعد انطلاق القذيفة |

## إنظر أيضا
- علم الحركة
- تسارع منتظم